# Musée canadien de la poste
Le Musée canadien de la poste (MCP) a pour mandat de recueillir, d’examiner et d’interpréter le patrimoine matériel des communications postales pour les canadiens de tous âges. Il est situé au deuxième étage du Musée canadien de l'histoire à Gatineau au Québec. Fondé par la Société canadienne des postes en 1971, le MCP a été intégré au Musée canadien des civilisations (l'actuel Musée canadien de l'histoire) en 1988 et a ouvert ses salles d’expositions actuelles au public en 1997. Il est parmi les cinq plus grands musées postaux au monde et vient en deuxième place pour ce qui est de sa fréquentation. Depuis 2000, le MCP est membre du Club de Monte-Carlo (en).